# Día Mundial del Malbec
El Día Mundial del Malbec se celebra el 17 de abril para conmemorar la fecha en que el presidente argentino Domingo Faustino Sarmiento hizo explícita su misión de transformar la industria del vino del país. Ese día, en 1853, le encomendó a Michel Aimé Pouget, un agrónomo francés experto en suelos, la tarea de traer nuevos varietales. Entre su selección se encontraba el Malbec. Pouget continuó experimentando con la adaptación de los varietales franceses a los terroirs diversos de Argentina. Una década después, Francia atravesó una profunda crisis: una plaga de Filoxera afectó toda la región del Ródano. Mientras tanto, el Malbec floreció en la Argentina creando vinos altamente superiores a aquellos de su país de origen. Décadas después, en 1956, Francia enfrentó otro obstáculo: una helada exterminó la mayoría de los viñedos de Malbec.
Durante los años siguientes, específicamente durante la década de los 90, Argentina posicionó al Malbec como su varietal emblemático. Se plantaron más de 10000 hectáreas y se convirtió en el líder indiscutido de las exportaciones del país. Amantes del vino alrededor del mundo, especialmente en Estados Unidos, descubrieron y elogiaron al Malbec argentino.

## Orígenes
En el 2011, Wines of Argentina, la entidad responsable de comunicar la marca argentina de vino alrededor del mundo, estableció el 17 de abril como día Mundial del Malbec. Lis Clément, Gerente de Marketing y Comunicación en ese entonces, fundó esa fecha especial porque estaba convencida de que esta celebración ayudaría a posicionar el Malbec como una de las joyas del vino argentino. De excelente calidad, sorprendente y diverso, el Malbec argentino lideraría el camino para posicionar a Argentina como uno de los epicentros enológicos del mundo.

## Desarrollo
Actualmente, más de 60 ciudades alrededor del mundo (coordinadas por el Ministerio de Relaciones Exteriores y Culto) organizan eventos para honrar al Malbec, la comida y el estilo de vida argentinos. Cada año se crea un tema relacionado al Malbec y a la cultura argentina. Este marco permite que cada celebración sea creativa y se adapte a la idiosincrasia del país. El Malbec fue plantado inicialmente en Francia, logró su punto más alto de desarrollo en Argentina y actualmente viaja por el mundo para darse a conocer como uno de los jugadores principales de la industria vitivinícola internacional.